# Oliver Batista Meier
Oliver Batista Meier (Kaiserslautern, 16 febbraio 2001) è un calciatore tedesco di origini brasiliane, attaccante del Preußen Münster.

## Caratteristiche tecniche
Ala sinistra utilizzabile su entrambe le fasce, è molto veloce ed abile tecnicamente. Incaricato spesso della battuta dei calci piazzati, può essere impiegato anche come trequartista.

## Carriera

### Club
Nato a Kaiserslautern da padre tedesco e madre brasiliana, ha iniziato a giocare a calcio nella squadra locale dell'SV Wiesenthalerhof per poi entrare nel settore giovanile della principale squadra della città natale. Qui è rimasto fino al 2016 quando è stato notato da alcuni osservatori del Bayern Monaco che lo hanno acquistato per 500.000 euro.
Sul finire della stagione 2016-2017 è stato promosso nella formazione Under-19 dove si è ben presto ritagliato un ruolo da protagonista riuscendo anche a disputare un incontro con la squadra riserve impegnata in Regionalliga, contro l'Ingolstadt 04. Il 29 giugno 2018 ha firmato il suo primo contratto professionistico con il club bavarese e nel 2019 è stato aggregato in pianta stabile alla formazione del Bayern Monaco II, nel frattempo promosso in 3. Liga, diventandone ben presto titolare e trovando la sua prima rete in carriera nel corso dell'incontro vinto 2-1 contro il Uerdingen 05.
Dopo l'arrivo di Hans-Dieter Flick sulla panchina del Bayern Monaco il giocatore è stato integrato nella rosa della prima squadra. Ha debuttato in Bundesliga il 30 maggio 2020, disputando gli ultimi 12 minuti dell'incontro vinto 5-0 contro il Fortuna Düsseldorf.
L'11 settembre 2020 è stato ceduto in prestito all'Heerenveen, con cui ha esordito in Eredivisie il giorno seguente giocando da titolare il match contro il Willem II vinto 2-0. Nell'incontro seguente ha invece trovato la sua prima rete fra i professionisti aprendo le marcature della trasferta vinta 3-1 contro il Fortuna Sittard.

### Nazionale
In possesso del doppio passaporto brasiliano e tedesco, ha militato nei vari settori giovanili di quest'ultima nazionale, prendendo parte al Campionato europeo Under-17 nel 2018. Nel novembre 2019 ha ricevuto una convocazione da parte della Nazionale Under-20 brasiliana.

## Statistiche
Statistiche aggiornate al 18 novembre 2024.

### Presenze e reti nei club
| Stagione                | Squadra                 | Campionato              | Campionato | Campionato | Coppe nazionali | Coppe nazionali | Coppe nazionali | Coppe continentali | Coppe continentali | Coppe continentali | Altre coppe | Altre coppe | Altre coppe | Totale | Totale | Totale |
| Stagione                | Squadra                 | Comp                    | Pres       | Reti       | Comp            | Pres            | Reti            | Comp               | Pres               | Reti               | Comp        | Pres        | Reti        | Pres   | Reti   |        |
| ----------------------- | ----------------------- | ----------------------- | ---------- | ---------- | --------------- | --------------- | --------------- | ------------------ | ------------------ | ------------------ | ----------- | ----------- | ----------- | ------ | ------ | ------ |
| 2018-2019               | Bayern Monaco II        | RL                      | 1          | 0          | -               | -               | -               | -                  | -                  | -                  | -           | -           | -           | 1      | 0      |        |
| 2019-2020               | Bayern Monaco II        | 3L                      | 18         | 4          | -               | -               | -               | -                  | -                  | -                  | -           | -           | -           | 18     | 4      |        |
| 2019-2020               | Bayern Monaco           | BL                      | 1          | 0          | CG              | 0               | 0               | UCL                | 0                  | 0                  | SG          | 0           | 0           | 1      | 0      |        |
| 2020-2021               | Heerenveen              | ED                      | 15         | 1          | CO              | 0               | 0               | -                  | -                  | -                  | -           | -           | -           | 15     | 1      |        |
| 2021-gen. 2022          | Bayern Monaco II        | RL                      | 24         | 12         | -               | -               | -               | -                  | -                  | -                  | -           | -           | -           | 24     | 12     |        |
| Totale Bayern Monaco II | Totale Bayern Monaco II | Totale Bayern Monaco II | 43         | 16         |                 | -               | -               |                    | -                  | -                  |             | -           | -           | 43     | 16     |        |
| gen.-giu. 2022          | Dinamo Dresda           | 2L                      | 13+1       | 0          | CG              | -               | -               | -                  | -                  | -                  | -           | -           | -           | 14     | 0      |        |
| 2022-gen. 2023          | Dinamo Dresda           | 3L                      | 4          | 0          | CG              | 0               | 0               | -                  | -                  | -                  | LP          | 2           | 0           | 6      | 0      |        |
| 2022-gen. 2023          | Verl                    | 3L                      | 8          | 1          | CG              | -               | -               | -                  | -                  | -                  | -           | -           | -           | 8      | 1      |        |
| lug.-dic. 2023          | Verl                    | 3L                      | 20         | 9          | CG              | 0               | 0               | -                  | -                  | -                  | LP          | 4           | 0           | 24     | 9      |        |
| Totale Verl             | Totale Verl             | Totale Verl             | 28         | 10         |                 | 0               | 0               |                    | -                  | -                  |             | 4           | 0           | 32     | 10     |        |
| gen.-giu. 2024          | Grasshoppers            | SL                      | 8          | 0          | CS              | -               | -               | -                  | -                  | -                  | -           | -           | -           | 24     | 9      |        |
| 2024-2025               | Dinamo Dresda           | 3L                      | 15         | 1          | CG              | 2               | 0               | -                  | -                  | -                  | LP          | 1           | 0           | 18     | 1      |        |
| Totale Dinamo Dresda    | Totale Dinamo Dresda    | Totale Dinamo Dresda    | 33         | 1          |                 | 2               | 0               |                    | -                  | -                  |             | 3           | 0           | 38     | 1      |        |
| Totale carriera         | Totale carriera         | Totale carriera         | 128        | 28         |                 | 2               | 0               |                    | 0                  | 0                  |             | 4           | 0           | 134    | 28     |        |

## Palmarès

### Club

#### Competizioni nazionali
- Campionato tedesco: 1

Bayern Monaco: 2019-2020
- Campionato tedesco di terza divisione: 1

Bayern Monaco II: 2019-2020